# Acta de Dorissa
El acta de Dorissa hace referencia al acuerdo suscrito el 13 de octubre de 2006 y el acta complementaria firmada el 22 de octubre del mismo año en la batería de producción petrolera Dorissa, distrito de Trompeteros, provincia de Loreto, región Loreto; entre 32 comunidades indígenas del río Corrientes, el Ministerio de Energía y Minas, el Ministerio de Salud, el Gobierno Regional de Loreto, la empresa Pluspetrol Norte S.A. y la Defensoría del Pueblo mediante la cual se establecieron  responsabilidades con respecto a una serie de medidas  relacionadas con la reinyección de aguas de producción petrolera, salud, desarrollo, remediación ambiental, agua y saneamiento que se debían ejecutar en plazo definido.

## Contexto
En octubre de 2006, luego de intentos sin éxito de reunirse con la empresa y el gobierno, una treintena de comunidades nativas del pueblo achuar de la cuenca del río Corrientes inicia una protesta pacífica y paraliza las operaciones de Pluspetrol en los lotes 192 y 8. Esta medida incluyó el bloqueo del funcionamiento de 180 pozos de petróleo, todos los accesos por carreteras, dos aeropuertos y cualquier transporte fluvial durante 13 días y terminando con la firma del acuerdo de Dorissa.

## Contenido del acta
Los acuerdos del acta de Dorissa son:
1. Reinyección de las aguas de producción vertidas en la Cuenca del Río Corrientes.
2. Plan Integral de Salud.
3. Seguro Integral de Salud para las comunidades.
4. Plan Integral de Desarrollo.
5. Apoyo alimentario temporal y abastecimiento de agua potable.
6. Remediación de pasivos y daños ambientales de los lotes 1AB y 8.[1]

## Firma y firmantes
Los firmantes del acta representaban al Estado Peruano, comunidades nativas y empresa:
| Entidad u Organización                               | Cargo                      | Representante            |
| ---------------------------------------------------- | -------------------------- | ------------------------ |
| Ministerio de Energía y Minas                        | Ministro                   | Juan Valdivia Romero     |
| Ministerio de Energía y Minas                        | Vice - Ministro de Energía | Pedro Gamio Aita         |
| Ministerio de Salud                                  | Ministro                   | Carlos Vallejo Sologuren |
| Ministerio de Salud                                  | Vice - Ministro            | Diego Fernández Espinosa |
| Pluspetrol Norte S.A.                                | Gerente General            | Roberto Ramallo          |
| Pluspetrol Norte S.A.                                | Gerente de Campo           | Ramón Cavero             |
| Federación de las Comunidades Nativas del Corrientes | Presidente                 | Andrés Sandi Mucushua    |
| Federación de las Comunidades Nativas del Corrientes | Vicepresidente             | Gonzalo Paima Carijano   |
| Comunidad nativa Nueva Jerusalén                     | Apu                        | Tomás Maynas Carijano    |
| Comunidad nativa José Olaya                          | Apu                        | Abel Nango Piñola        |
| Comunidad nativa Sauki                               | Apu                        | Marcial Huamán Sandi     |
| Comunidad nativa Pihuayal                            | Apu                        | Ramón Boria Ríos         |
| Comunidad nativa Antioquía                           | Apu                        | Francisco Sandi Maynas   |
| Comunidad nativa Pampa Hermosa                       | Apu                        | Julio Carijano Hualinga  |
| Comunidad nativa Valencia                            | Teniente Gobernador        | Wenceslao Ríos Carijano  |
| Comunidad nativa San José                            | Apu                        | Calixto Díaz             |
| Comunidad nativa Belén de Platanoyacu                | Apu                        | Meneleo Piñola Chuje     |
| Comunidad nativa Providencia                         | Apu                        | César Dahua Sandi        |
| Comunidad nativa Santa Rosa                          | Apu                        | Domingo Nango Piñola     |
| Comunidad nativa Sión                                | Apu                        | Manuel Hualinga Piñola   |
| Comunidad nativa San Cristóbal                       | Apu                        | Daniel Hualinga Sandi    |
| Comunidad nativa San Ramón                           | Apu                        | Gilberto Navarro Sandi   |
| Comunidad nativa Palmeras                            | Apu                        | Enrique Macusi López     |
| Comunidad nativa Peruanito                           | Apu                        | Fernando Saquiray Maynas |
| Comunidad nativa Paraíso                             | Apu                        | Francisco Liao Saldaña   |

## Implementación y cumplimiento
Un informe de E-Tech Internacional señaló  que la empresa Pluspetrol había reinyectado el 100% de las  aguas de producción en los lotes 1 AB y 8. Sin embargo, persistieron conflictos sociales entre las comunidades, la empresa y el gobierno por el incumplimiento de ciertos acuerdos establecidos en el acta de Dorissa para solucionar los problemas ambientales y sociales producidos por la explotación petrolera como contaminación y derrames los cuales fueron registrados por monitores indígenas.

## Impacto
El acta de Dorissa representa la primera y más importante hoja de ruta en las exigencias de derechos colectivos de los pueblos indígenas del Perú afectados por empresas petroleras logrando el compromiso de la empresa petrolera Pluspetrol Norte S.A. y el Estado de realizar la inyección de aguas de producción a pesar de no existir una ley específica que la haga obligatoria para las empresas que ya estaban explotando hidrocarburos en 2005, año en que se dio una norma disponiendo la reinyección en los nuevos contratos que firme el Estado marcando con ello un hito en la historia ambiental del Perú.